# Ernst Günther (embedsmand)
 For alternative betydninger, se Ernst Günther. (Se også artikler, som begynder med Ernst Günther)
Ernst Axel Günther (født 28. september 1850 i Stockholm, død 28. februar 1927) var en svensk diplomat og embedsmand. Han var søn af Claës Günther og far til Christian Günther.
Günther tog juridisk embedseksamen 1875, blev 1877 viceherredshøfding, 1891 sekretær i Kommercekollegiet, 1897 kontorchef for den udenrigske handel og skibsfart, 1904 chef for Patent- og Registreringsværket. 1905—08 var Günther svensk gesandt i Kristiania, 1908—18 i København. Ved flere lejligheder var Günther mægler ved sociale stridigheder.